# Harcigny
Harcigny es una comuna francesa situada en el departamento de Aisne, de la región de Alta Francia.

## Geografía
Está ubicada a 7 km al sureste de Vervins.

## Demografía
| 292 | 249 | 252 | 264 | 275 | 264 | 254 | 246 |
| Para los censos de 1962 a 1999 la población legal corresponde a la población sin duplicidades (Fuente: INSEE [Consultar]) |     |     |     |     |     |     |     |